# Montana Snowcenter
Montana Snowcenter is een indoorskibaan in Westerhoven in de Nederlandse gemeente Bergeijk, ten zuiden van Eindhoven. De skihal ligt naast het bungalowpark De Kempervennen.
De skihal heeft twee skipistes: een oefenhelling van 85 meter lang en een lange afdaling van 126 meter lengte.

## Geschiedenis
Sinds 1983 bestaat er hier ter plaatse een borstelbaan.
In februari 1998 was de borstelbaan vervangen en werd een indoorskibaan met echte sneeuw geopend.
In 2014 werd er in Montana Snowcenter een internationale skiwedstrijd gehouden.